# Henri Queffélec
Henri François Adolphe Queffélec (* 29. Januar 1910 in Brest, Frankreich; † 13. Januar 1992 in Maison-Laffitte, Frankreich) war ein französischer Schriftsteller.
Sein Novellen, Essays und Romane umfassendes Werk ist die Behauptung des christlichen Glaubens gegen eine abergläubische Welt in seiner bretonischen Heimat.
1949 wurde er für sein Werk Au bout du monde mit dem Prix du Renouveau français geehrt, der von der Vereinigung der französischsprachigen katholischen Schriftsteller verliehen wurde.
Sein Sohn, Yann Queffélec, wurde ebenfalls Schriftsteller und wurde mit dem renommierten Prix Goncourt für seinen Roman "Barbarische Hochzeit" geehrt; seine Tochter Anne Queffélec ist Pianistin, die mehrere internationale Auszeichnungen erhielt.

## Werke
- Journal d’un salaud (1944)
- Un recteur de l’Île de Sein (1945)
- La Fin d’un manoir (1945)
- Un homme à la côte (1946)
- La Culbute (1946)
- Chemin de terre (1948)
- Portrait de la Suède, essai (1948)
- Pas trop vite, s.v.p., nouvelles (1948)
- Au bout du monde (1949)
- Saint Antoine du désert (1950), deutsch: Antonius in der Wüste (1954)
- Tempête sur Douarnenez (1951)
- Un homme d’Ouessant (1953)
- Un feu s’allume sur la mer (1956)
- Un royaume sous la mer (1957)
- Combat contre l’invisible (1958)
- Ce petit curé d’Ars (1959)
- Frères de la brume (1960)
- Tempête sur la ville d’Ys (1962)
- Le Jour se lève sur la Banlieue (1962)
- Solitudes (1963)
- Celui qui cherchait le soleil (1963)
- Quand la terre fait naufrage (1965)
- Trois jours à terre (1966)
- La Voile tendue (1967)
- La Mouette et la Croix (1969)
- La Faute de monseigneur (1969)
- Le sursis n’est pas pour les chiens (1972)
- La Cache éternelle (1973)
- À fonds perdus (1973)
- Les Îles de la miséricorde (1974)
- Laissez venir la mer (1974)
- Le Phare (1975)
- La lumière enchaînée (1976)
- Ils étaient six marins de Groix (1979)
- Les vivres vinrent à manquer ... (1985)
- Enfants de la mer (1988)